# Toškova
Toškova (nemško Toschehof) je naselje občine Šmohor - Preseško jezero v okraju Šmohor na Koroškem v Avstriji.